# Kurarua nacerdoides
Kurarua nacerdoides là một loài bọ cánh cứng trong họ Cerambycidae.